# Иаков (Кукузис)
Архиепи́скоп Иа́ков (греч. Αρχιεπίσκοπος Ιάκωβος, в миру Дими́триос Куку́зис, греч. Δημήτριος Κουκούζης; 29 июля 1911, Айос-Теодорос, Имврос, Османская империя — 10 апреля 2005, Стэмфорд, Коннектикут) — епископ Константинопольской православной церкви, глава греческой православной архиепископии Северной и Южной Америки (1959—1996). Лауреат Почётной медали острова Эллис (1986).

## Биография
Родился 29 июля 1911 года в греческой деревне Айос-Теодорос на острове Имврос Османской империи в семье Марии и Афанасиоса Кукузисов, у него было две сестры и брат.
В 1927 году возрасте 15 лет поступил в Богословскую школу на острове Халки, которую окончил с отличием в 1934 году, защитив дипломную работу «Об унии».
25 ноября 1934 году принял монашеский постриг с именем Иаков и был рукоположен во диакона, после чего служил архидиаконом и проповедника в Деркской митрополии.
В 1939 году по приглашению архиепископа Американского Афинагора (Спиру) уехал в США, заняв должность архидиакона и преподавателя Богословской школы Святого Креста, находившейся тогда в Помфрете, штат Коннектикут. До 1942 года исполнял обязанности помощника декана (и кратковременно — декана).
16 июня 1940 году в Лоуэлле, штат Массачусетс, был рукоположён в сан пресвитера и назначен приходским священником церкви великомученика Георгия Победоносца в Хартфорде, штат Коннектикут. 14 августа того же года был возведён в сан архимандрита.
В 1941—1942 годы исполнял обязанности проповедника в кафедральном соборе Святой Троицы в Нью-Йорке.
В 1942 году определён священником в церкви святителя Николая Чудотворца в Сент-Луисе.
С 1942 по 1954 год служил настоятелем кафедрального собора в честь Благовещения Пресвятой Богородицы в Бостоне.
В 1945 году по окончании богословского факультета Гарвардского университета архимандриту Иакову была присвоена ученая степень магистра теологии. В 1950 году получил гражданство США.
Служба под руководством архиепископа Афинагора во многом повлияла на мировоззрение Иакова и предопределила его дальнейшую карьеру.
После восшествия Афинагора на Константинопольский престол в 1950 году архимандрит Иаков был избран митрополитом Милетским и назначен директором Халкинской богословской школы. Но, не желая жить в Турции, Иаков отказался от этих должностей.
В 1954—1955 годы он возглавлял Богословскую школу Святого Креста, которая тогда располагалась уже в Бруклайне, пригороде Бостона.
17 декабря 1954 года избран епископом Мелитским (Мальтийским), викарием архиепископа Фиатирского, с кафедрой в Женеве. 6 февраля 1955 года был хиротонисан во епископа Мелитского.
В марте того же года назначен первым постоянным представителем Константинопольского Патриархата во Всемирном Совете Церквей.
4 апреля 1956 году возведён в сан митрополита Мелитского.
После смерти архиепископа Северной и Южной Америки Михаила (Константинидиса), большинство членов Синода Константинопольского Патриархата хотели избрать на вдовствующую кафедру митрополита Имбросского Мелитона (Хаджиса). Однако Афинагор и премьер-министр Греции Константинос Караманлис предложили кандидатуру митрополита Иакова. После того как 7 членов Священного Синода из 12 высказались против его кандидатуры, они были выведены из состава Синода. 14 февраля 1959 года митрополит Иаков был избран архиепископом Синодом, состоявшим на тот момент из 5 членов. Его интронизация состоялась 1 апреля того же года в Троицком кафедральном соборе.
Спустя месяц после избрания архиепископом нанёс визит папе Римскому Павлу VI, положивший начало новому периоду во взаимоотношениях Ватикана с Константинопольским Патриархатом, результатом чего стала встреча предстоятелей в 1964 году и снятие анафем 1054 года. Сыграл значительную роль в этих переговорах.
Был сторонником движения за гражданские права, архиепископ Иаков был одним из немногих видных неафроамериканских священнослужителей, которые имели мужество идти рука об руку с Мартином Лютером Кингом во время знаменитого марша в Сельме, штат Алабама. Изображение этого исторического момента, где архиепископ Иаков стоял справа от Мартина Лютера Кинга, было помещено на обложку журнала Life от 26 марта 1965 года.
Архиепископ Иаков основал ряд благотворительных и научных организаций. По его инициативе в 1960 году была создана Постоянная конференция канонических православных епископов Америки (SCOBA), объединившая православных иерархов различных юрисдикций, несущих своё служение в Северной Америке.
В течение 9 лет он являлся сопредседателем Всемирного Совета Церквей (1959—1968) и заместителем Председателя Национального совета церквей (NCC) (1967—1969).
Был активным членом экуменического движения, идеалом которого было «единое новое христианство», его называли «чемпионом экуменизма». Не удовлетворяясь участием в экуменическом движении только христианских конфессий, стал инициатором христианско-иудейского диалога и ряда встреч с религиозными лидерами иудеев и мусульман. Иаков участвовал в «надрелигиозном» движении, целью которого являлось совместное служение единому богу, не определённому догматически, а только через любовь; это относилось не только к христианам различных номинаций, но и к мусульманам, буддистам и иудеям. Архиепископ Иаков осудил как «религиозный предрассудок» священные каноны, запрещающие совместные молитвы с неправославными. Он пожертвовал 500 тысяч долларов на создание 3 помещений для собраний, где люди любой религиозной принадлежности могли бы совершать совместные молитвы. В 1988 году он выразил желание быть первым православным епископом, рукоположившим женщину в священнический сан.
Активное вмешательство архиепископа Иакова в политическую жизнь США и Греции получило неоднозначную оценку общественности.
Из-за необычайно долгого пребывания архиепископа Иакова в должности, а также из-за того, что его отставка, объявленная ещё в 1995 году, была окружена сообщениями о конфликтах с Патриархом Варфоломеем, многие члены Американской архиепископии разрывались между надеждами на новую эру в жизни своей церкви и страхами, что она может начаться под подозрением. Отставка архиепископа Иакова вступила в силу 29 июля 1996 года, когда ему исполнилось 85 лет.
30 июля Священным Синодом Константинопольского патриархата было принято решение о выделении из состава архиепископии Канады (Торонтская митрополия), стран Центральной Америки (Панамская митрополия) и стран Южной Америки (Буэнос-Айресская митрополия), а в дальнейшем глава архиепископии стал именоваться Архиепископом Американским.

Скончался 10 апреля 2005 года в Стэмфордском госпитале штата Коннектикут от болезни лёгких в возрасте 93 лет.

## Галерея
- С президентом Эйзенхауэром и Спиросом Скурасом
- с президентом Кеннеди и Патриархом Иерусалимским Венедиктом
- С президентом Никсоном
- Архиепископ Иаков получает президентскую медаль свободы из рук президента Картера
- С президентом Джорджем Бушем-старшим
- С президентом Клинтоном